# Carmelo Raiti

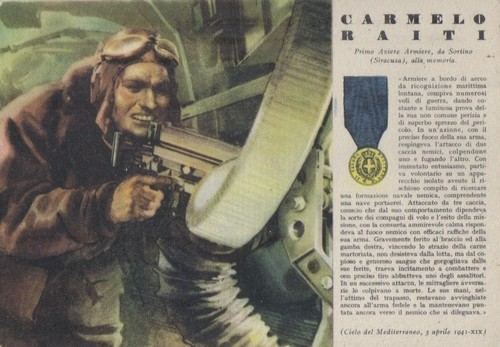
Prentkaart die uitlegt waarom Raiti de Gouden Medaille verdiende (jaren 1940)

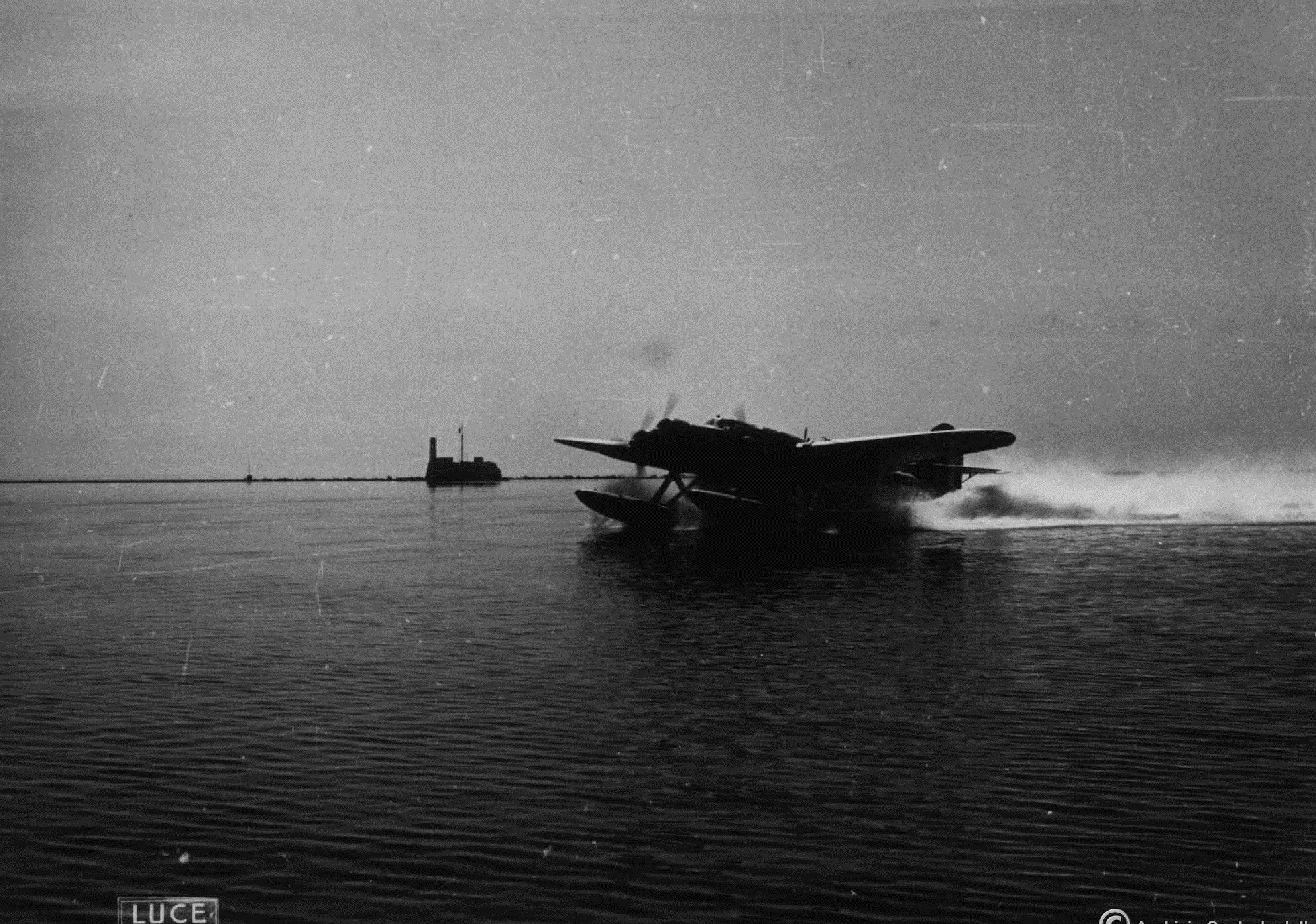
Type vliegtuig waarmee Raiti vloog: een CANT Z.506

Carmelo Raiti (Sortino, 25 september 1917 – Middellandse Zee, 3 april 1941) was een gevechtspiloot van de Koninklijke Luchtmacht van het koninkrijk Italië. Hij sneuvelde boven het westelijk deel van de Middellandse Zee tijdens de Tweede Wereldoorlog.

## Levensloop
Raiti groeide op in Sicilië nabij de stad Syracuse. Tijdens de Tweede Wereldoorlog was Raiti gevechtspiloot met de rang van Eerste vliegenier-schutter. 
Vanuit Sicilië deed hij op 3 april 1941 een verkenningsvlucht naar een vliegdekschip van de Geallieerden. Zijn toestel was een CANT Z.506 bijgenaamd Airone of Reiger. Dit was een typisch vliegtuig om verkenningen uit te voeren. In het vliegtuig zaten twee andere militairen: luitenant Raffaele Fiocca en vaandrig Giovanni Zen Mora. Drie vijandelijke vliegtuigen maakten jacht op het toestel. Raiti vuurde met zijn machinegeweer. Hij geraakte zwaar gewond aan de rechter arm en het rechter been. Desondanks vuurde hij verder en haalde zo een van de vliegtuigen neer. Een tweede salvo van beschietingen overleefde Raiti niet. Het Italiaanse vliegtuig moest landen op zee en dobberde nog meerdere uren.
’s Anderendaags kwamen de twee overlevenden aan bij het stadje Damous aan de kust van Algerije. Zij keerden terug naar Italië en werden gedecoreerd voor heldenmoed. 
Postuum verleende koning Victor Emanuel III aan Raiti de Gouden medaille voor Dapperheid (1941). Het verhaal van Carmelo Raiti werd gebruikt in de Italiaanse oorlogspropaganda als een voorbeeld van heldenmoed.